# Exomella pleuralis
Exomella pleuralis är en skalbaggsart som först beskrevs av Thomas Casey 1908.  Exomella pleuralis ingår i släktet Exomella och familjen kulbaggar. Inga underarter finns listade i Catalogue of Life.